# نظام كتابة مقطعية

حروف كاتاكانا التي تمزج بين الحرف المد والحرف الصامت

الكتابة المقطعية نظام كتابة المقاطع اللفظية. مثلا، في الكتابة المقطعية رمز «هَ» لا تشبه رمز «هِ»، بل تكون رمزا مختلفا تماما.

## نسبة المقطعيات
- أصلها في الخط الصيني:
  - كاتاكانا
  - هيراغانا